# Villa Honoré-Gabriel-Riqueti
La villa Honoré-Gabriel-Riqueti est une voie du 15e arrondissement de Paris, en France.

## Situation et accès
La villa Honoré-Gabriel-Riqueti est une voie privée située dans le 15e arrondissement de Paris. Elle débute au 6, rue Paul-Hervieu et se termine au 12 bis, rue du Capitaine-Ménard. Elle est située dans le quartier de Javel, à proximité de la station de métro et de la gare RER du même nom, ainsi que du parc André-Citroën et du pont Mirabeau.

## Origine du nom

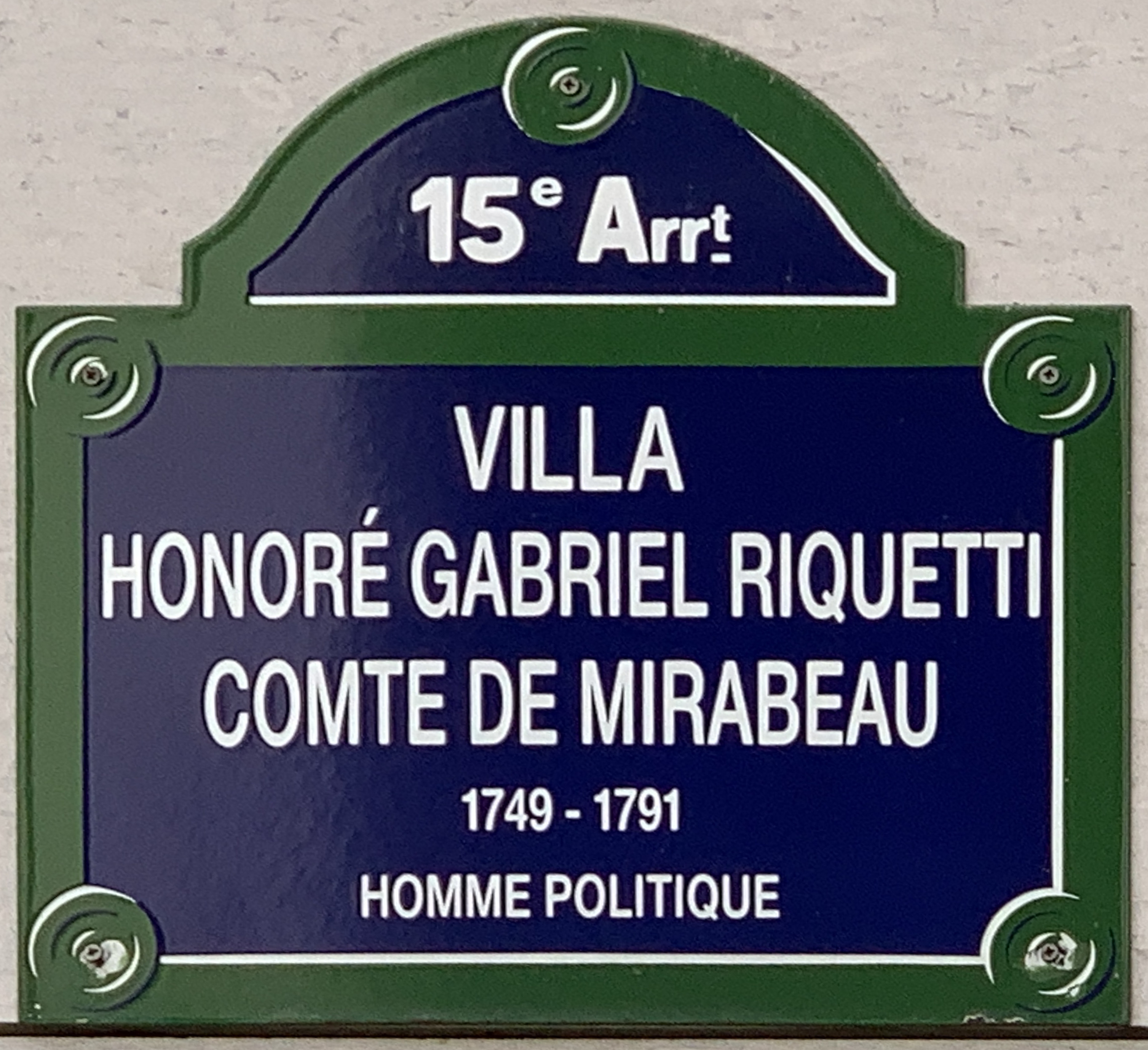
Plaque de la villa.

Cette voie rend hommage Honoré-Gabriel Riqueti comte de Mirabeau (1749-1791), célèbre   écrivain, diplomate et révolutionnaire français.

## Historique
La voie est créée sous le nom provisoire de « voie CM/15 » et prend sa dénomination actuelle le 18 septembre 2003.